# Efraín Bámaca Velásquez
Efraín Ciriaco Bámaca Velásquez (Finca El Tablero, El Tumbador, San Marcos, 18 de junio de 1957 - Zona Militar N° 18, San Marcos, julio de 1992) conocido como "Comandante Everardo", fue un dirigente campesino indígena de Guatemala que militó en las filas de la insurgencia.
A los 18 años, se incorporó en la estructura conocida como "Guerrilla de Occidente" comandada por "Gaspar Ilom", la cual, a partir de 1979 pasó a ser denominada Organización del Pueblo en Armas (ORPA). El padre de Gaspar Ilom fue Miguel Ángel Asturias, diplomático que recibió el Premio Nobel de Literatura en 1967. ORPA se caracterizaba por reivindicar los derechos de la población indígena. Desde el Golpe de Estado de 1954, apoyado por la CIA, no han dejado de formarse grupos de oposición para luchar contra la represión creada por los militares y los ricos terratenientes guatemaltecos. El golpe fue seguido por una guerra civil, orquestada por la CIA e Israel, el dictador protestante Ríos Montt dirigió durante 36 años, en las décadas de los 70's y 80's, un gobierno  que asesinó a más de 200.000 indígenas mayas y presuntos comunistas con la Biblia en una mano y una pistola en la otra (genocidio contra el pueblo maya Ixil).
Bámaca Velásquez fue miembro de la dirección de ORPA desde 1980. En 1989, fue nombrado comandante del Batallón "Luis Ixmatá" que agrupaba las fuerzas guerrilleras de la ORPA en la región noroccidental de Guatemala.
En 1991, contrajo matrimonio con la abogada estadounidense Jennifer Harbury, a quien conoció durante una visita de investigación que ella realizó a las zonas bajo control de la ORPA.
El 12 de marzo de 1992, la unidad guerrillera bajo su mando, se enfrentó con soldados de la Fuerza de Tarea Quetzal del Ejército de Guatemala en el municipio de Nuevo San Carlos, departamento de Retalhuleu. Aunque el Ejército informó que Bámaca Velásquez había fallecido por heridas de combate en esta acción y había sido sepultado cerca del lugar, la ORPA y sus familiares denunciaron que en realidad, Bámaca había sido capturado con vida, estando retenido en una base militar en la que era sometido a torturas para obligarlo a proporcionar información sobre la insurgencia.
Su esposa realizó gestiones ante el Estado de Guatemales y los órganos internacionales de protección de los derechos humanos para conocer su paradero. En particular, ella demandó la exhumación del cuerpo que el Ejército guatemalteco afirmaba que correspondía a Bámaca Velásquez. Debido a los reclamos de Harbury, el Estado designó un fiscal especial para investigar el caso, pero su labor fue bloqueada por presiones militares.
La Corte Interamericana de Derechos Humanos analizó el caso, recibió el testimonio de varias personas que vieron con vida a Bámaca Velásquez en bases militares, incluyendo un testigo que lo vio en el cuartel de la Zona Militar N° 18 en el departamento de San Marcos, el 18 de julio de 1992. Por consiguiente, la Corte concluyó que él no murió en combate en el lugar y fecha informada por el Ejército, sino que fue detenido y sometido a torturas físicas y mentales, siendo finalmente desaparecido. 
En razón de estos hechos, la Corte declaró la responsabilidad internacional del Estado de Guatemala, así como por el sufrimiento moral infringido a la esposa de Bámaca Velásquez.

## Libros
- Jennifer Harbury: Bridge to Courage: Life Stories of Guatemalan Compañeros & Compañeras (1995). Prefacio Noam Chomsky, fotografía Sherrlyn Borkgren.
- Jennifer Harbury: Searching for Everardo: A Story of Love, War, and the CIA in Guatemala (1997).
- Jennifer Harbury: Truth, Torture, and the American Way (2005).